# Fatih-Moschee (Durrës)

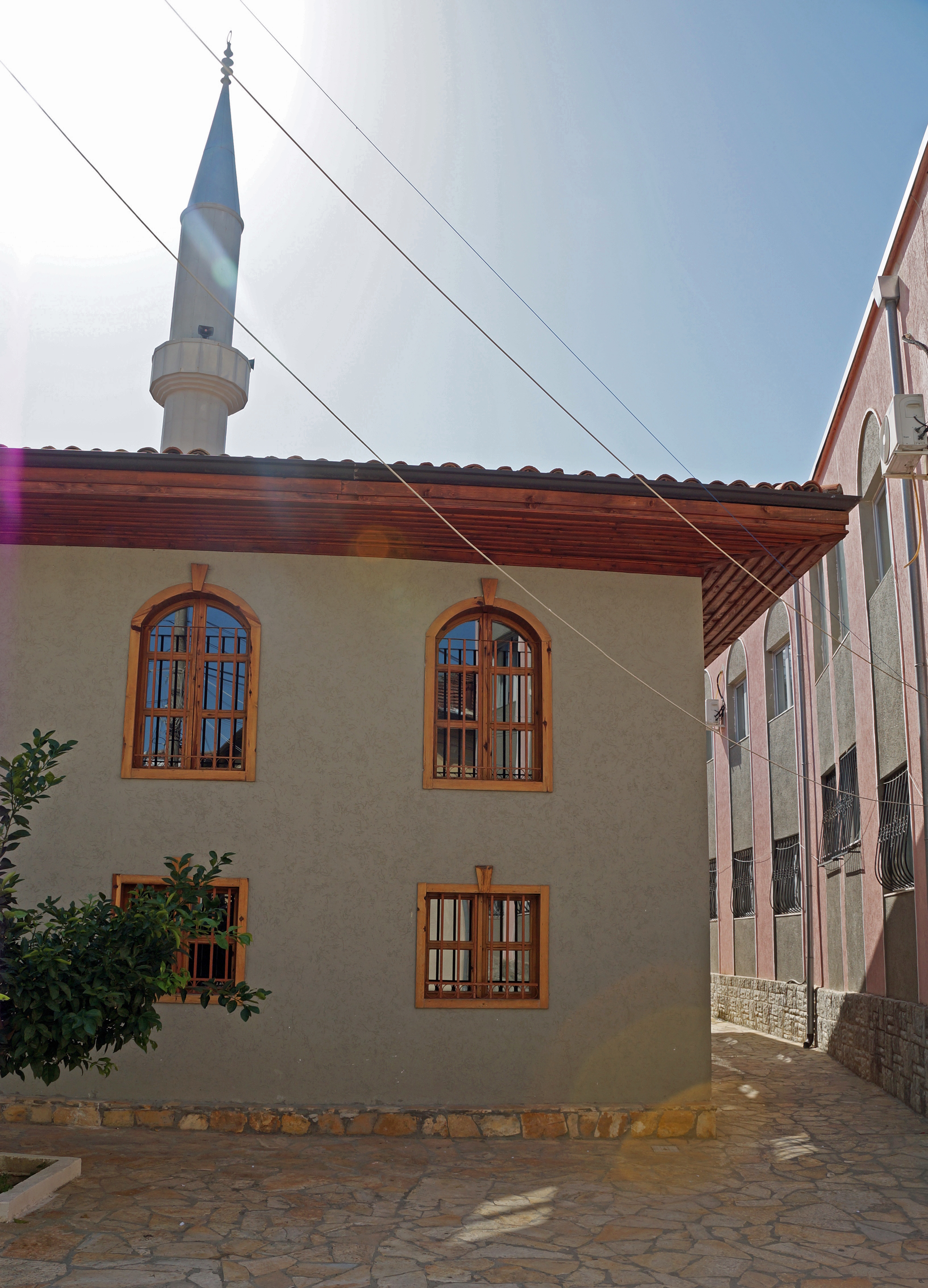
Die Moschee nach Renovierungsarbeiten (2015)

Die Fatih-Moschee (albanisch Xhamia Fatih, örtlich auch Xhamia e vjetër und Xhamia e vogël genannt, zu dt. Alte resp. Kleine Moschee als Gegensatz zur in den 1930er Jahren errichteten Großen Moschee) ist ein bedeutendes historisches Bauwerk in der zentralalbanischen Hafenstadt Durrës. Sie ist die drittälteste Moschee des Landes und wurde 1973 zum Kulturdenkmal erklärt. Die Fatih-Moschee befindet sich im historischen Stadtkern von Durrës angrenzend zu den Festungsmauern aus venezianischer Zeit.

## Bauweise
Die Moschee besteht aus dem Hauptgebäude und dem nordwestlich angebautem Minarett. Dieses ist weiß verputzt und im Verhältnis zum Gesteinssockel recht schmal, auch der Scherefe (Balkon) des Minaretts ist schlicht gestaltet. Das ursprüngliche, historische Minarett war etwas breiter und dem großen Sockel besser angepasst. Das Dach des Minaretts hat eine himmelblaue Farbe und die Form einer Bleistiftspitze. Der rechteckige Betsaal ist im Hauptgebäude untergebracht. Innenausstattung, Fenster und Türen bestehen aus Holz-Material. Zudem sind im Inneren Kalligrafien angebracht.

## Vorgängerbau
Die Fatih-Moschee wurde auf den Ruinen einer frühchristlichen Basilika errichtet, die Teil der antiken blühenden Stadt Dyrrachium war. Von ihr sind lediglich einige Mauerresten übrig geblieben, unter anderem die nördliche Arkade und die westliche Mauer.

## Geschichte
Die Fatih-Moschee wurde zwischen 1502 und 1503 errichtet und ist benannt nach dem Eroberer Konstantinopels Sultan Mehmed II. „der Eroberer“ (arabisch Fātiḥ). Sie ist das erste Bauwerk in Durrës, das nach dessen Eroberung durch die Osmanen 1502 errichtet wurde. Nach einer Ruinenmoschee in Berat (Baujahr: 1380) und der Mirahor-Moschee in Korça (1494–1496) gilt die Fatih-Moschee als drittältestes islamisches Gotteshaus Albaniens, die Königsmoschee von Berat und die Königsmoschee in Elbasan sind aber vermutlich älter.
Während der kommunistischen Ära und der damit verbundenen Verhängung des Religion-Verbots (Atheismus) 1967 durch den Ex-Diktator Enver Hoxha blieb die Moschee 23 Jahre lang für die Öffentlichkeit gesperrt. Bei der Zerstörung des Minaretts blieb lediglich der Sockel erhalten. Als 1990 Albanien seine Demokratie-Wende einleitete und damit auch alle Gotteshäuser des Landes wieder eröffnet wurden, öffnete auch die Fatih-Moschee ihre Türen.

## Restaurierung 2011
Im März 2011 wurden die Renovierungsarbeiten an der Moschee abgeschlossen. Mit Hilfe des Ministeriums für Tourismus, Kultur, Jugend und Sport und der Muslimischen Gemeinschaft Albaniens wurden insgesamt 5 Mio. Lek investiert (entspricht etwa 35.000 Euro). Dabei wurden das Dach, die Außenfassade, Türen und Fenster bestehend aus Holz sowie Metallzäune restauriert.